# Hugh Lawson (6e baron Burnham)
Hugh John Frederick Lawson, 6e baron Burnham (15 août 1931 - 1er janvier 2005), est un pair et journaliste britannique.

## Biographie
Le deuxième fils d'Edward Lawson (4e baron Burnham) (en), il fait ses études au Collège d'Eton et étudie au Balliol College, Oxford. Travaillant initialement pour le Cambridge Evening News, il rejoint le Daily Telegraph avant son rachat en 1986 par Conrad Black, et occupe les postes de directeur général et directeur général adjoint dans les années 1970 et 1980. Après avoir hérité du titre de son frère en 1993, il fait carrière à la Chambre des lords en tant que porte-parole pour la défense des conservateurs et whip junior. Il est l'un des 90 pairs héréditaires qui est sélectionné pour rester à la Chambre des lords après l'adoption de la House of Lords Act 1999.
En 1955, Lord Burnham épouse Hilary Hunter avec qui il a trois enfants - deux filles et un fils, Harry, qui hérite du titre.